# Morgana Forcella

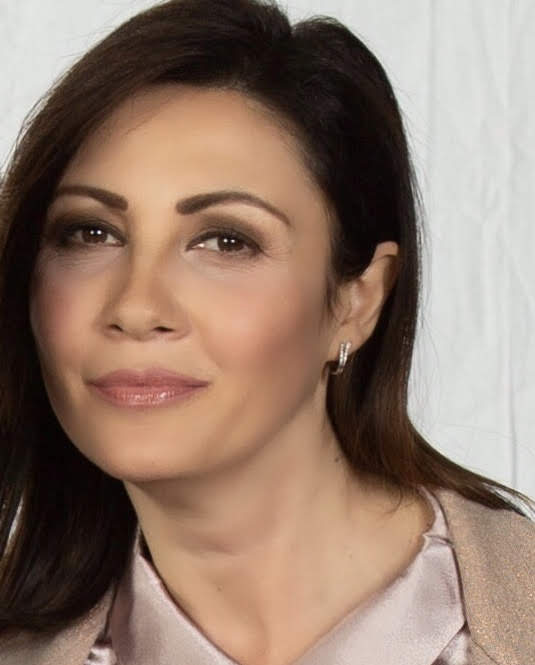
Morgana Forcella

Morgana Forcella (Roma, 24 luglio 1974) è un'attrice italiana.

## Biografia
Debutta in televisione come valletta in varie trasmissioni come I cervelloni e Fantastica Italiana con Paolo Bonolis, Fantastico Enrico con Enrico Montesano e Milly Carlucci, Numero Uno con Pippo Baudo e Il grande gioco dell'oca con Gigi Sabani.
Dopo aver frequentato vari stage teatrali, tra cui "Il Laboratorio" del regista Giancarlo Sepe, debutta in teatro nel 1996 con "Le donne al parlamento" di Aristofane per la regia di Augusto Fornari. Affianca al teatro alcune partecipazioni a serie televisive come Un caso di coscienza di Luigi Perelli, Sospetti di Gianni Lepre e Salvo D'Acquisto di Alberto Sironi.
Nel 2000 interpreta a teatro il ruolo della cameriera Regine in Spettri di Ibsen in concorso a "Ibsen Festival" di Oslo.
Si fa apprezzare sul piccolo schermo con la miniserie TV Mio figlio regia di Luciano Odorisio, nel ruolo di Valentina, ruolo che tornerà a interpretare nella fiction Io e mio figlio - Nuove storie per il commissario Vivaldi.
È stata attrice in diverse campagne pubblicitarie, tra le quali quelle per "Acqua Uliveto" e "Knorr" per la regia di Dario Argento.
È insegnante di recitazione presso l'Istituto "Goffredo Petrassi" di Roma dal 2016. Collabora con il Teatro Patologico di Dario D'Ambrosi. Ha avuto anche alcune esperienze di doppiaggio con Susanna Javicoli.

### Vita privata
Sposata con Sebastiano Somma dal 2004, ha avuto da quest'ultimo una figlia nel 2005.

## Filmografia

### Cinema
- Una diecimilalire, regia Luciano Luminelli (2015)
- Una sconosciuta, regia Fabrizio Guarducci (2020)
- Lupo Bianco, regia Tony Gangitano (2021)

### Cortometraggi
- Senza paura, regia di Morgana Forcella (2018)[1]

### Televisione
- Un caso di coscienza – serie TV (2001)
- Sospetti 2 – serie TV (2003)
- Salvo D'Acquisto, regia di Alberto Sironi – miniserie TV (2003)
- Scherzi a parte, regia di Maurizio Catalani – programma TV (2004)
- Mio figlio, regia di Luciano Odorisio – miniserie TV (2005)
- Un caso di coscienza 2 – serie TV (2006)
- Io e mio figlio - Nuove storie per il commissario Vivaldi – serie TV (2010)
- Un caso di coscienza 5 – serie TV (2013)
- Il bacio azzurro, regia di Pino Tordiglione – docu-drama (2014)
- Il giorno della civetta, regia di Felice Cappa – film TV (2014)

## Teatro
- Conosciamo don Tonino Bello, spettacolo musicale con "Sand Art" e l'orchestra di Saverio Mercadante - Lettura scenica (2017-2020)
- Vi presento Matilde Neruda di L. Santarpino, regia di Sebastiano Somma (2019)
- Teste mozze, tratto dal libro di Franco Maldonato - Lettura scenica, regia di Ulderico Pesce (2019-2021)
- Medea di Euripide, regia di Dario D'Ambrosi, con Teatro Patologico (2017)
- Tangentopoli di Maia e Sinopoli, regia di A. Maia (2017)
- Meglio non sapere, spettacolo musicale con il Quartetto Karel, tratto dal libro omonimo di Titti Marrone - Lettura scenica (2015-2020)
- Incubi d'amore di Fornari, Maia e Sinopoli, regia di Augusto Fornari (2014)
- Il giorno della civetta di Leonardo Sciascia, regia di Fabrizio Catalano Sciascia (2009 al 2012)
- Sogno di una notte di mezza estate di William Shakespeare, regia di Fernando Balestra (2003)
- Spettri di Henrik Ibsen, regia di Fernando Balestra (2000)
- Troppi sconosciuti dentro al letto di D. Freeman, regia di Fabio Crisafi (1999)
- Le donne al Parlamento di Aristofane, regia di Augusto Fornari (1996)